# 성세현
성세현(1990년 12월 2일~)은 대한민국의 컬링 선수이다. 경상북도체육회 소속으로 활동하고 있다.